# Marco Florijn
Marco Florijn (Amersfoort, 10 juni 1977) is ondernemer en was Nederlandse politicus voor de PvdA. In 2009 werd hij gekozen tot beste lokale bestuurder.
Florijn behaalde aan de Hotelschool Leeuwarden het diploma Bachelor of Business Administration in Hotelmanagement en werd daarna via de London Metropolitan University opgeleid tot Master of Arts in International Leisure and Tourism Studies. Hij studeerde af op de sociale re-integratie van straatkinderen in Indonesië. Ook studeerde hij bedrijfswetenschappen en behaalde een MBA aan de Rotterdam School of Management van de Erasmus Universiteit.
In 2002 werd hij voor de PvdA gekozen tot gemeenteraadslid in Leeuwarden. Van 2006 tot 2011 was hij daar wethouder, eerst van Sociale Zaken, Arbeidsmarkt, Recreatie & Toerisme, Sport, Bedrijfsvoering en Publieke Dienstverlening en later locoburgemeester en wethouder van Financiën, Zorg, Sociale Zaken en Sport. In 2011 werd hij voor de PvdA benoemd tot wethouder van Werk, Inkomen en Zorg van de gemeente Rotterdam. In 2014 besloot hij na acht jaar wethouderschap te stoppen en startte hij met zijn partner een bedrijf.
Florijn was lid van het partijbestuur van de PvdA, schreef het verkiezingsprogramma in 2012 en was lid van het curatorium van de Wiardi Beckman Stichting, het wetenschappelijk bureau van de PvdA. Daarnaast is Florijn actief in diverse maatschappelijke en culturele stichtingen in Rotterdam, Friesland en landelijk. Van 2017 tot 2024 was hij voorzitter van de NVVK, branchevereniging voor schuldhulpverlening en sociaal bankieren.